# Bolsaja Murta
Bolsaja Murta (oroszul: Большая Мурта) városi jellegű település Oroszország ázsiai részén, a Krasznojarszki határterületen, a Bolsaja Murta-i járás székhelye.
Népessége: 7905 fő (a 2010. évi népszámláláskor).

## Elhelyezkedése
Krasznojarszktól 110 km-re északra, a Jenyiszejszkbe vezető regionális jelentőségű út mentén helyezkedik el. Kb. 25 km-re van a Jenyiszej bal partjától, ahol nyáron kompon, télen a folyó jegén kijelölt autóúton (zimnyik) lehet átjutni a járás jobb parti részére.

## Története
Úgy tartják, hogy a települést kozákok alapították 1725-ben. A falu a 18. században kialakított Krasznojarszk–Jenyiszejszk postaút (jenyiszejszkij trakt) mentén feküdt, postakocsi állomása volt. A 19. század végén az európai országrészből ide is sok parasztcsalád érkezett, az áttelepülési hullámot ugyanis a sztolipini agrárreform jelentős kedvezményekkel (föld, erdő, ingyen vetőmag, stb.) ösztönözte.
A falu 1913-tól voloszty (alsórendű közigazgatási egység) székhelye volt, 1924 óta járási székhely.